# Tim Powers
Timothy Thomas "Tim" Powers (Buffalo, New York, 29. veljače 1952.), američki pisac znanstvene fantastike i fantastike.

## Životopis
Studirao je englesku književnost na sveučilištu Cal State Fullerton, gdje se prvi put susreo s Jamesom Blaylockom i K.W. Jeterom, s kojima je ostao blizak prijatelj i povremeni suradnik. Široj publici najpoznatiji je kao autor romana "Na čudnijim plimama", mračnoj piratskoj pustolovini koja je poslužila kao osnova za četvrti film iz serijala Pirati s Kariba. Powersov najpoznatiji roman su "Anubisova vrata", za koji je 1983. godine dobio nagradu Philip K. Dick, a 1984. Science Fiction Chronicle Readers Award.

## Nagrade
- 1984. Nagrada Philip K. Dick za roman Anubisova vrata
- 1986. Nagrada Philip K. Dick za roman Dinner at Deviant’s Palace
- 1990. Mythopoetic Fantasy Award za roman The Stress of Her Regard
- 1993. World Fantasy Award za roman Last Call
- 1993. Nagrada Locus za najbolji fantastični roman Last Call
- 1996. Nagrada Locus za najbolji horor / dark fantasy roman Expiration Date
- 1998. Nagrada Locus za najbolji fantastični roman Earthquake Weather
- 2001. World Fantasy Award za roman Declare

## Romani
- The Skies Discrowned (1976.)
- An Epitaph in Rust (1976.)
- The Drawing of the Dark (1979.)
- Anubisova vrata (The Anubis Gates - 1983.)
- Na čudnijim plimama (On Stranger Tides - 1987.)
- The Stress of Her Regard (1989.)
- Last Call (1992.)
- Expiration Date (1995.)
- Earthquake Weather (1997.)
- Declare (2001.)
- Powers of Two (2004.)
- Three Days to Never (2006.)
- Hide Me Among the Graves or Blood Between Us (zakazano za 2012.)

## Zbirke priča
- Night Moves and Other Stories (2000.)
- On Pirates (kao William Ashbless; s Jamesom Blaylockom) (2001.)
- The Devils in the Details (s Jamesom Blaylockom) (2003.)
- Strange Itineraries (2005.)

## Ostalo
- The Complete Twelve Hours of the Night (1986.)
- A Short Poem by William Ashbless (1987.)
- The William Ashbless Memorial Cookbook (2002.)
- The Bible Repairman (2005.)
- Nine Sonnets by Francis Thomas Marrity (2006.)
- A Soul in a Bottle (2007.)
- Three sonnets by Cheyenne Fleming (2007.)

## Vanjske poveznice

### Sestrinski projekti
|  | Zajednički poslužitelj ima stranicu o temi Tim Powers    |
|  | Zajednički poslužitelj ima još gradiva o temi Tim Powers |